# SD40X型柴油机车
SD40X型柴油机车是两种由美国通用汽车易安迪公司（GM-EMD）研制的柴油机车原型车之型号统称，其中，第一代SD40X型柴油机车于1964年至1965年制造，目的是作为SD40型柴油机车的技术试验平台；而第二代SD40X型柴油机车于1979年制造，目的是作为SD50型柴油机车的技术试验平台。

## 第一代
在1960年代中期以前，电力传动柴油机车大多采用直流电力传动装置，由柴油机带动直流牵引发电机并向直流牵引电动机供电。1960年代起，柴油机车对于单机功率的要求不断提高，但直流发电机受到整流子换向条件和体积尺寸的限制，使直流牵引发电机的功率很难超过3000马力，因此导致了新一代交—直流电传动装置的诞生。这种传动装置利用交流牵引发电机，通过硅整流装置使交流电变为直流电，然后再向直流牵引电动机供电。1960年，易安迪公司对一台退役的F9A型柴油机车进行改装，将其改造成交—直流电传动装置的技术试验平台。
1964年至1965年，易安迪试制了9台SD40X型柴油机车，作为研发中的SD40型柴油机车之技术试验平台。这批机车装用新一代的易安迪645系列二冲程柴油机，并采用了已经过试验的交—直流电传动装置。由于采用了SD35型柴油机车的车体底架，因此这种机车又被称为SD35X型柴油机车。完成试验后，首台落成的SD40X型柴油机车被售予海湾、莫比尔和俄亥俄铁路，其余8台机车则被联合太平洋铁路买下。

## 第二代

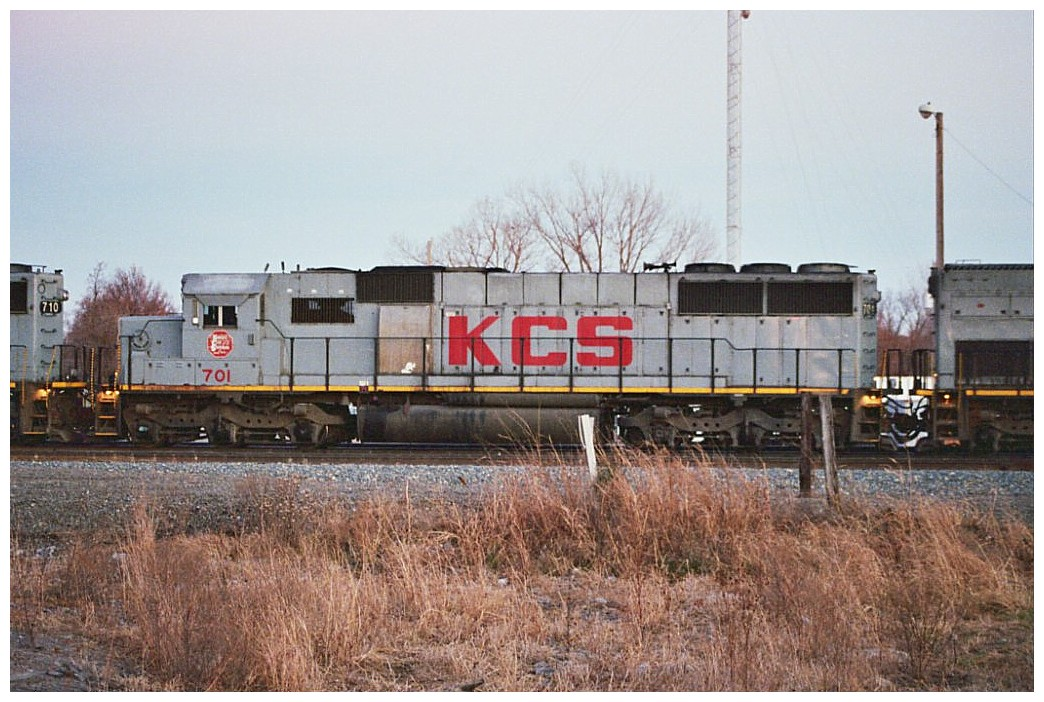
堪萨斯城南方铁路的SD40X型柴油机车

1979年，易安迪公司试制了第二代的SD40X型柴油机车，作为SD50型柴油机车的技术试验平台，因此又称为SD50S型柴油机车。这种机车装用16-645E3型柴油机，装车功率为3500马力，传动方式为交—直流电传动，采用AR10型三相交流牵引发电机和D77型直流牵引电动机。由于采用了SD40-2型柴油机车的车体底架，因此车体长度比量产的SD50型柴油机车短了约28英寸。这批机车完成试验后，全数被转售予堪萨斯城南方铁路。